# Pyrrosia sphaerosticha
Pyrrosia sphaerosticha är en stensöteväxtart som först beskrevs av Georg Heinrich Mettenius och som fick sitt nu gällande namn av Ren-Chang Ching.
Pyrrosia sphaerosticha ingår i släktet Pyrrosia och familjen Polypodiaceae. Inga underarter finns listade i Catalogue of Life.